# Enock Mwepu
Enock Mwepu (* 1. Januar 1998 in Lusaka) ist ein ehemaliger sambischer Fußballspieler.

## Karriere

### Verein
Mwepu begann seine Karriere beim Napsa Stars FC. Im Januar 2017 wechselte er zum Kafue Celtic FC. Zur Saison 2017/18 wechselte er zum österreichischen Zweitligisten FC Liefering, bei dem er einen bis Juni 2022 gültigen Vertrag erhielt.
Im Juli 2017 debütierte er für Liefering in der zweiten Liga, als er am ersten Spieltag jener Saison gegen die Kapfenberger SV in der Startelf stand. Im September 2017 debütierte er im Cupspiel gegen den ASK-BSC Bruck/Leitha für den FC Red Bull Salzburg, als er in der 63. Minute für Christoph Leitgeb eingewechselt wurde. Im Oktober 2017 gab er sein Debüt für Red Bull Salzburg in der Bundesliga, als er am zehnten Spieltag gegen den Wolfsberger AC in der 76. Minute für Amadou Haidara in die Partie gebracht wurde.
In vier Spielzeiten in Salzburg kam er zu 119 Pflichtspieleinsätzen, in denen er 18 Tore erzielte. Zur Saison 2021/22 wechselte Mwepu nach England zu Brighton & Hove Albion, wo er einen bis Juni 2025 laufenden Vertrag erhielt. In seiner ersten Spielzeit auf der Insel kam er zu 18 Einsätzen in der Premier League, in denen er zwei Tore erzielte. In der Saison 2022/23 absolvierte er sechs Partien, ehe er im Oktober 2022 aufgrund von Herzproblemen seine Karriere im Alter von nur 24 Jahren beenden musste.

### Nationalmannschaft
Mwepu nahm 2017 mit der sambischen U-20-Mannschaft an der Weltmeisterschaft teil. Er kam in jedem Spiel der Sambier zum Einsatz. Sambia schied im Viertelfinale gegen Italien aus. Am 2. September 2017 wurde er beim WM-Qualifikationsspiel gegen Algerien in der 58. Minute  eingewechselt und feierte damit sein Nationalmannschaftsdebüt; außerdem schoss er das Tor zum 3:1 Endstand in der 88. Minute. Bis zu seinem Karriereende absolvierte Mwepu 23 Partien für sein Land und erzielte sechs Tore.

## Erfolge
- Österreichischer Meister: 2018, 2019, 2020, 2021
- Österreichischer Cupsieger: 2019, 2020, 2021

## Persönliches
Sein Bruder Francisco (* 2000) ist ebenfalls Fußballspieler.